# The Encyclopedia of Science Fiction
Sinds 2011 is The Encyclopedia of Science Fiction (SFE) een online naslagwerk over sciencefiction. Deze vindt zijn oorsprong in een gelijknamig, bekroond boek, met edities in 1979 en 1993. Vanaf het begin beschreef de encyclopedie zowel boeken (en auteurs) als films (en filmmakers) en tv-series, met ook aandacht voor prominente publicaties in tijdschriften, en ook voor illustratoren.

## Geschiedenis
De eerste editie heette The Encyclopedia of Science Fiction: An Illustrated A to Z met Peter Nicholls als hoofdredacteur; deze werd gepubliceerd in 1979 door Granada, in het VK. Een Amerikaanse editie werd in hetzelfde jaar onder de naam The Science Fiction Encyclopedia gepubliceerd door Doubleday. Deze beide versies waren geïllustreerd, maar alleen in zwart-wit.
Een tweede druk werd samengesteld door dezelfde auteur, plus John Clute (die ook al meegewerkt had aan de eerste editie) en in 1993 gepubliceerd door Orbit Books in het VK en door St. Martin's Press (toen eigenaar van Tor Books) in de VS. Er waren ook uitgaves als paperback (1995, 1999) en op CD-ROM (1995), met wat extra materiaal. De CD bevatte illustraties, de papieren versies van de tweede druk niet. Zowel de eerste als de tweede editie wonnen zowel de Hugo en de Locus Award; het succes was zodanig dat in 1997 ook een The Encyclopedia of Fantasy (samengesteld door John Clute en John Grant) werd uitgebracht.
In 2011 werd de online versie gelanceerd, als 'derde editie', continue bij te werken, met John Clute en David Langford als belangrijkste bijdragers. De derde editie werd bijgehouden door SFE Ltd in samenwerking met het online initiatief SF Gateway (van Gollancz/Orion). De derde editie won de Hugo Award, in 2012.
De samenwerking met SF Gateway hield geen stand; in 2021 ging SFE Ltd zelfstandig verder, met de 'vierde editie'. De derde en vierde editie zijn geïllustreerd in kleur.

## Verder
Sinds 2012 is op dezelfde website ook The Encyclopedia of Fantasy online (fe, Fantasy Encyclopedia). Deze bevat slechts beperkt meer materiaal dan de oorspronkelijke hardcover editie; er is geen inhoud toegevoegd sinds 1999.